# Gonodontis aethocrypta
Gonodontis aethocrypta är en fjärilsart som beskrevs av Louis Beethoven Prout 1926. Gonodontis aethocrypta ingår i släktet Gonodontis och familjen mätare. Inga underarter finns listade i Catalogue of Life.